# Vukan R. Vučić

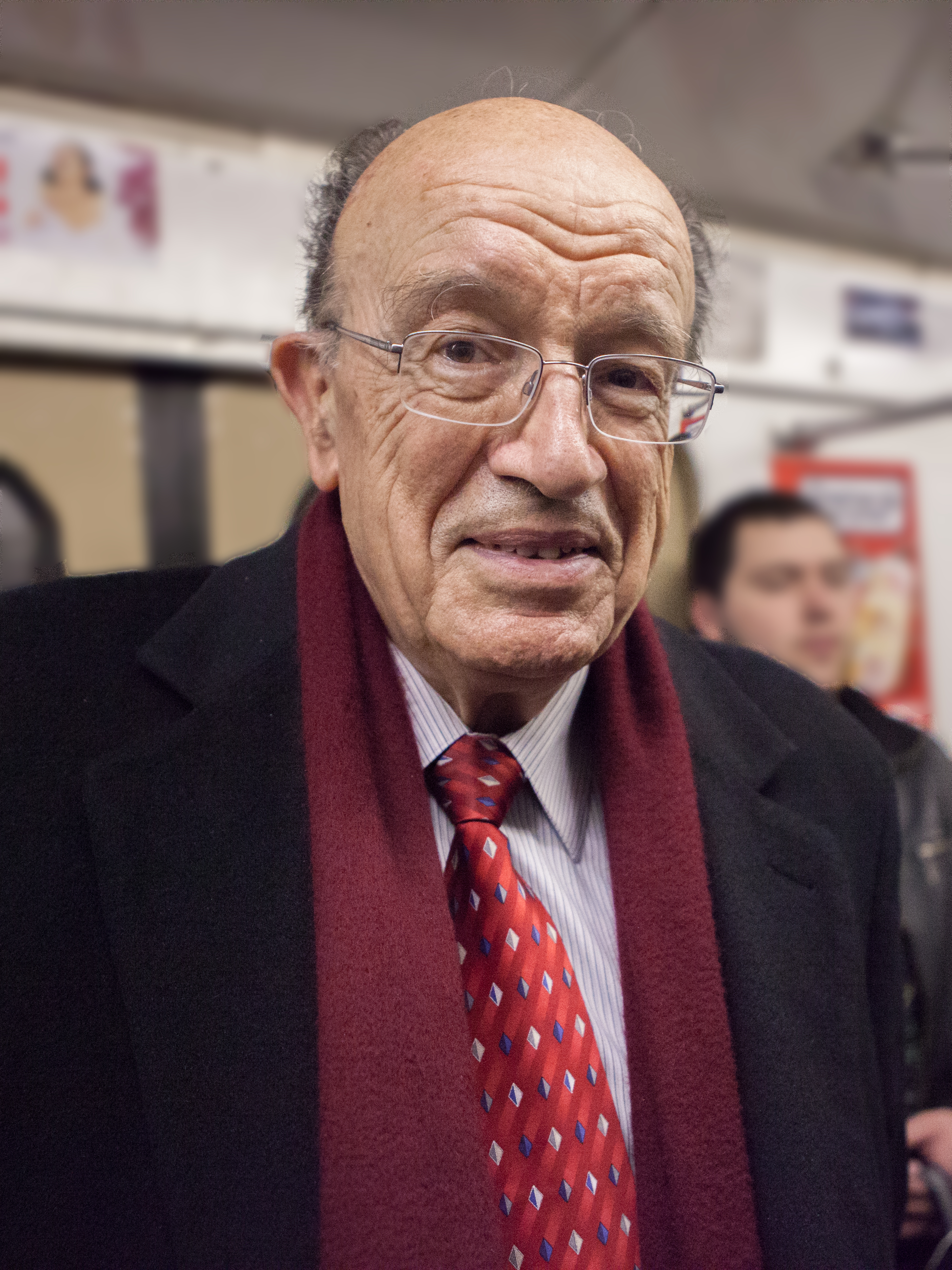
Vukan R. Vučić

Vukan R. Vučić (im Englischen Vukan R. Vuchic; * 14. Januar 1935 in Belgrad) ist ein amerikanischer Verkehrsexperte jugoslawischer Herkunft. Vučić war von 1975 bis 2010 Professor für Verkehrstechnik und Urbanismus an der University of Pennsylvania.

## Leben
Seine Eltern stammten aus Jagodina, von wo sie 1931 nach Belgrad übersiedelten. Vukan wurde in Belgrad geboren und hat eine Schwester Lidija.
Sein Vater Radmilo war Professor für Philosophie am Lehrerausbildungsseminar. Nach dem Krieg verweigerte er Marxismus und Leninismus zu vermitteln und unterrichtete daher am Gymnasium Deutsch und Englisch. Danach wechselte er ins Priesterseminar, um Philosophie zu unterrichten. Dort unterrichtete er, bis er 75 Jahre alt war. Seine Mutter Maria war gebürtige Slowenin. Sie war ebenfalls promovierte Lehrerin und unterrichtete bis 1950 am Lehrerinnenausbildungsseminar Psychologie. Danach gründete sie eine Elternberatung und arbeitete als psychosomatischer Ratgeber an einer Belgrader Klinik. 1963 wurde sie für ihre Arbeit von der Stadt Belgrad ausgezeichnet. Seine Schwester war Universitätsprofessorin im Fach Psychologie.
Vukan erlebte den Krieg in Belgrad, er überlebte die deutsche Bombardierung am 6. April 1941 sowie die noch stärkere der Alliierten 1944. Sein Interesse für den öffentlichen Verkehr entwickelte er mit 10 Jahren, als das Belgrader Unternehmen GSP den öffentlichen Nahverkehr in Belgrad wieder aufbaute. Er führte eine private Wochenzeitung über den Straßenverkehr in Belgrad, die er „Beogradski saobračaj“ betitelte und auf der häuslichen Schreibmaschine verfasste. Bis 1948 hatte er insgesamt 33 Ausgaben verfasst.
Vukan verbrachte seine Schulzeit in Belgrad, interessierte sich dabei insbesondere für den Westen und hielt Briefkontakte nach Deutschland, England, Schweiz und Amerika. 1957 bekam er einen Reisepass und konnte erstmals seine Freunde in Dänemark, Deutschland und Großbritannien besuchen. Dort studierte er die Verkehrssysteme und schrieb Fachartikel für die Fachzeitschrift „Saobračaj“. Er war der erste Student, der in der Vereinigung für Ingenieure und Techniker in Belgrad vortrug.
Vukan diplomierte 1960 am Verkehrstechnischen Institut in Belgrad. Er bewarb sich gleich an Universitäten in den USA und bekam drei Angebote, jedoch ohne Stipendium und lehnte daher ab, da er ein Angebot der Hamburger HAH zu einem Praktikum erhalten hatte. Drei Monate hielt er mit 100 DM Aufwandleistung durch. Danach bekam er eine Stelle im Planungsamt der HAH mit 850 DM Vergütung. Seine Übersiedlung nach Amerika ermöglichte ihm die Bekanntschaft mit John Reps von der Cornell University. Dessen Vortrag hatte er 1959 in Belgrad simultan übersetzt und schrieb ihn aus Hamburg an. Er bekam ein Angebot aus New Haven, Connecticut, als Verkehrsexperte sowie ein First Preference Visa. An Bord der United States erreichte er zusammen mit seiner Frau Rada aus Hamburg am 12. April 1961 New York. Bis 1963 arbeitete er für eine private Firma in New Haven um dann in Kalifornien als Doktorand zu arbeiten.
1967 gründete er an der University of Pennsylvania in Philadelphia ein Programm für Systeme der Verkehrstechnik, 1990 wurde er Chef im Department und verblieb bis zu seiner Emeritierung 2010.

## Wissenschaftliche Arbeit
Vukan Vučić hat zur Definition, Analyse und Theorie des Öffentlichen Verkehrs in zahlreichen Fachpublikationen und Büchern beigetragen. Er hat zur Planung, Projektierung, und Nutzung aller bekannten Verkehrsträger: Busse, Trambahnen, U-Bahnen, Regionalbahnen, LRT und Trolleybussen gearbeitet.
Er ist ein ehemaliger Berater des US-Verkehrsministeriums. In Serbien beriet er die Stadt Belgrad von 2000 bis 2012 zu Fragen des ÖPNV. Vučić hat international als Konsultant zu Fragen des ÖPNV in Deutschland, USA, China und Russland gearbeitet, unter anderem in München, Tijanjin, Singapur, San Franzisko, Washington DC, Edmonton, Perth, Bergen, Moskau, Omsk, Manchester, Rom, Neapel und Belgrad zu Fragen der Entwicklung im Schienennetz von U-Bahn, Eisenbahn und Trambahn. Seit dem 24. Oktober 1994 ist er Korrespondierendes Mitglied der Serbischen Akademie der Wissenschaften und Künste, seit 2005 Korrespondierendes Mitglied der Russischen Akademie für Architektur und Bauwissenschaften. Er ist einer der Initiatoren zur Entwicklung von LRT-Systemen in der Welt. 1982 wurde ihm in München als Erstem die Dr.-Friedrich-Lehner-Medaille für Verdienste um den Öffentlichen Verkehr verliehen.

## Familie
Seine Frau Radmila Zeljić hat Vučić 1957 in Belgrad kennen gelernt. Nach ihrem Umzug zum Studium nach Paris trennte sich das Paar. Als Vukan 1960 im Juni in Hamburg angekommen war, lebte sie in England, um danach wieder an die Sorbonne in Paris zu wechseln. Sie blieben über die Zeit in Briefkontakt. Nachdem er das Visum für die USA erhalten hatte und seinen Wunsch nach Amerika zu fahren verwirklichen sollte, heirateten sie am 28. Dezember in der Russisch-orthodoxen Kathedrale in Paris.
Das Paar hat vier Kinder, die in den USA leben.

## Publikationen
- Mitautor: Public Transportation: Planning, Operations and Management. Prentice Hall, 1979, ISBN 978-0-13-739169-1
- Urban Public Transportation Systems and Technology. Prentice Hall, 1981, ISBN 978-0-13-939496-6
- Transportation for Livable Cities. CUPR/Transaction, 1999, ISBN 978-0-88285-161-7
- Urban Transit Operations, Planning and Economics. John Wiley & Sons, 2005, ISBN 978-0-471-63265-8
- mit J. Casello: Transit System Planning. Institute of Transportation Engineers, 2007
- Urban Transit Systems and Technology. John Wiley & Sons, 2007, ISBN 978-0-471-75823-5